# Принципы и устройство подводной лодки

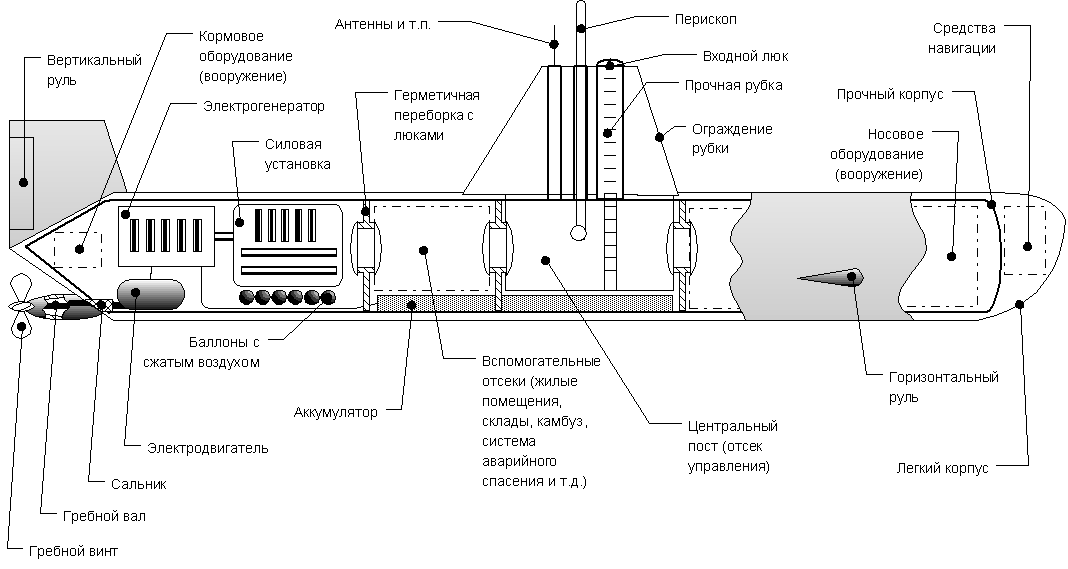
Схема устройства подводной лодки

Принципы действия и устройство подводной лодки рассматриваются вместе, так как они тесно связаны. Определяющим является принцип подводного плавания. Отсюда, основные требования к ПЛ это:
- выдерживать давление воды в подводном положении, то есть обеспечивать прочность и водонепроницаемость корпуса.
- обеспечивать управляемое погружение, всплытие, и смену глубины.
- иметь оптимальное с точки зрения ходкости обтекание.
- сохранять работоспособность (боеспособность) во всём диапазоне эксплуатации по физическим, климатическим условиям и условиям автономности.

## Прочность и водонепроницаемость
Обеспечение прочности является самой трудной задачей, и потому главное внимание уделяется ей. В случае двухкорпусной конструкции давление воды (избыточные 1 кгс/см² на каждые 10 м глубины) принимает на себя прочный корпус, имеющий оптимальную форму для противостояния давлению. Обтекание обеспечивается лёгким корпусом. В ряде случаев при однокорпусной конструкции прочный корпус имеет форму одновременно удовлетворяющую и условиям противостояния давлению, и условиям обтекаемости. Например, такую форму имел корпус подводной лодки Джевецкого, или британской сверхмалой субмарины X-Craft.

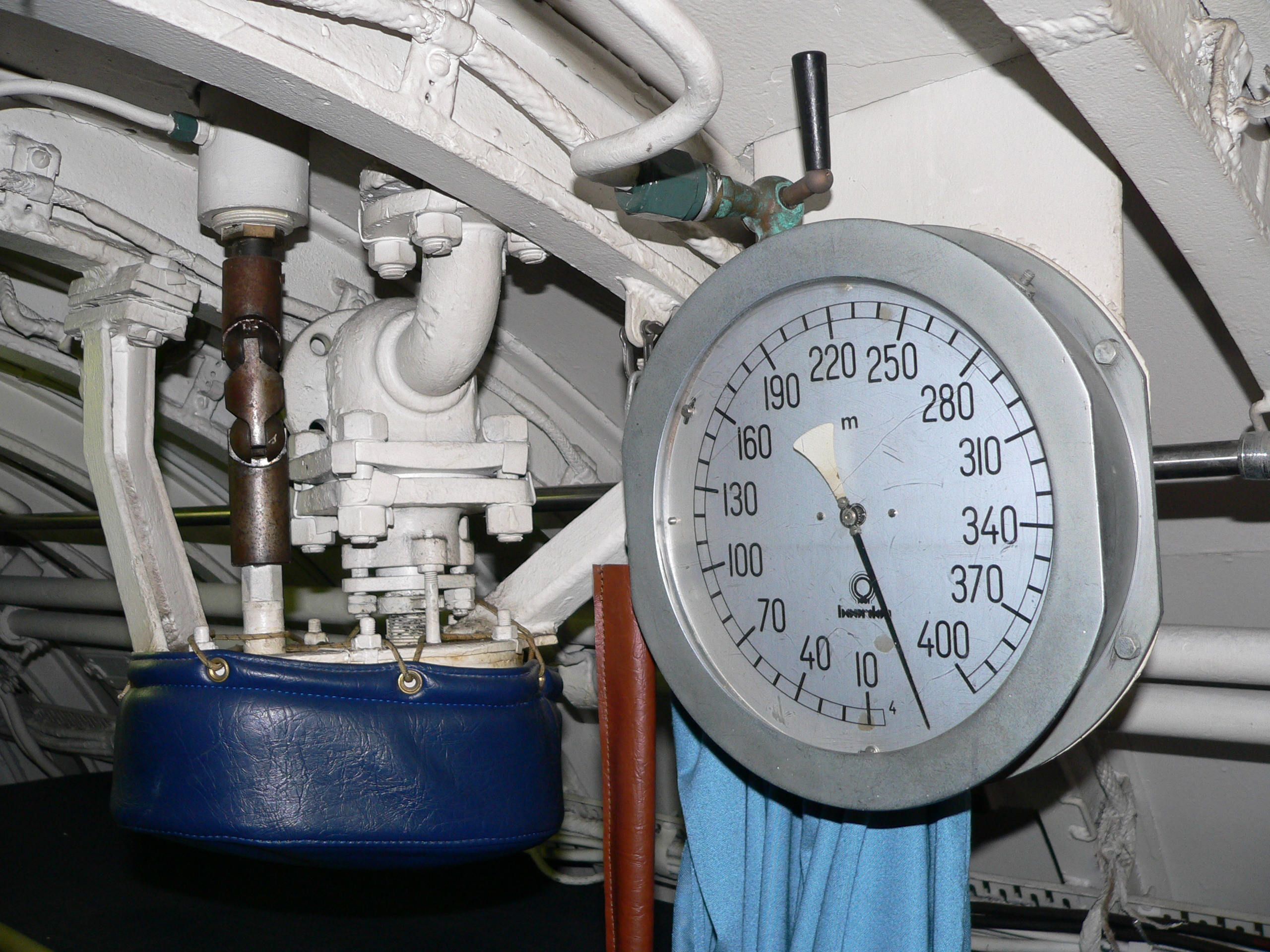
Участок прочного корпуса со шпангоутами

### Прочный корпус (ПК)
Содержит все основные системы и устройства, а часто и грузы, является основой для остальных конструкций ПЛ. Для обеспечения живучести он разделён водонепроницаемыми переборками на отсеки.
Будь он сплошным, глухим, простой геометрической формы, этого хватило бы, чтобы обеспечить прочность, но на практике всё обстоит иначе: в подводной лодке нужны горловины люков, шахты, валопроводы, клапаны, и прочее — есть масса мест, где однородность корпуса нарушается. Каждое из них — концентратор напряжений, то есть слабое место. Именно там начнётся разрушение под нагрузкой. А значит, в таких местах нужны усиления — дополнительные элементы набора, утолщения обшивки.
От того, насколько прочен корпус, какое давление воды он может выдерживать, зависит важнейшая тактическая характеристика ПЛ — глубина погружения. Глубина определяет скрытность и неуязвимость лодки, чем больше глубина погружения, тем сложнее обнаружить лодку и тем сложнее поразить её. Наиболее важны рабочая глубина — максимальная глубина, на которой лодка может находиться неограниченно долго без возникновения остаточных деформаций, и предельная глубина — максимальная глубина, на которую лодка ещё может погружаться без разрушения, пусть и с остаточными деформациями.
Разумеется, прочность должна сопровождаться водонепроницаемостью. Иначе лодка, как и всякий корабль, просто не сможет плавать.
Перед выходом в море или перед походом, в ходе пробного погружения, на ПЛ проверяется прочность и герметичность прочного корпуса. Непосредственно перед погружением из лодки с помощью компрессора (на дизельных ПЛ — главного дизеля) частью откачивается воздух, чтобы создать разрежение. Подается команда «слушать в отсеках». Одновременно следят за отсечным давлением. Если слышен характерный свист воздуха, и/или давление быстро восстанавливается до атмосферного, прочный корпус негерметичен. После погружения в позиционное положение подается команда «осмотреться в отсеках», и корпус и арматура визуально проверяются на течи.

### Лёгкий корпус (ЛК)
Обводы лёгкого корпуса обеспечивают оптимальное обтекание на расчётном ходу. В подводном положении внутри лёгкого корпуса находится вода, — внутри и снаружи него давление одинаково и ему нет надобности быть прочным, отсюда его название. В легком корпусе располагают оборудование, не требующее изоляции от забортного давления: балластные и топливные (на дизельных ПЛ) цистерны, антенны ГАС, тяги рулевого устройства.

### Типы конструкции корпуса
Конструктивные типы корпуса подводных лодок
- Однокорпусные: цистерны главного балласта (ЦГБ) находятся внутри прочного корпуса. Лёгкий корпус только в оконечностях. Элементы набора, подобно надводному кораблю, находятся внутри прочного корпуса. Достоинства такой конструкции: экономия размеров и веса, соответственно меньшие потребные мощности главных механизмов, лучшая подводная маневренность. Недостатки: уязвимость прочного корпуса, малый запас плавучести, необходимость выполнять ЦГБ прочными. Исторически, первые ПЛ были однокорпусными. Большинство американских АПЛ также однокорпусные.

- Двухкорпусные (ЦГБ внутри лёгкого корпуса, лёгкий корпус полностью закрывает прочный): у двухкорпусных ПЛ элементы набора обычно находятся снаружи прочного корпуса, чтобы сэкономить место внутри. Достоинства: повышенный запас плавучести, более живучая конструкция. Недостатки: увеличение размеров и веса, усложнение балластных систем, меньшая маневренность, в том числе при погружении и всплытии. По такой схеме построено большинство российских/советских лодок. Для них стандартное требование — обеспечение непотопляемости при затоплении любого отсека и прилегающих к нему ЦГБ.

- Полуторакорпусные: (ЦГБ внутри лёгкого корпуса, лёгкий корпус частично закрывает прочный). Достоинства полуторакорпусных ПЛ: хорошая маневренность, сокращенное время погружения при достаточно высокой живучести. Недостатки: меньший запас плавучести, необходимость помещать больше систем в прочный корпус. Такой конструкцией отличались средние ПЛ времен Второй мировой войны, например, немецкие типа VII, и первые послевоенные, например, тип «Гуппи», США.

- Многокорпусные (несколько прочных корпусов внутри одного лёгкого): такая конструкция нетипична. Известны проекты «Долфейн» (Нидерланды), имеющий три прочных корпуса внутри одного лёгкого, и проект 941 («Акула», СССР), имеющие два основных прочных корпуса и три соединяющих их отсека внутри одного лёгкого корпуса. Некоторые авторы относят проект 941 к двухкорпусным[4].

### Надстройка
Надстройка формирует дополнительный объём над ЦГБ и/или верхнюю палубу ПЛ, для использования в надводном положении. Выполняется лёгкой, в подводном положении заполняется водой. Может играть роль дополнительной камеры над ЦГБ, страхующей цистерны от аварийного заполнения. В ней же располагают устройства, не требующие водонепроницаемости: швартовное, якорное, аварийные буи. В верхней части цистерн находятся клапаны вентиляции (КВ), под ними — аварийные захлопки (АЗ). Иначе их называют первыми и вторыми запорами ЦГБ.

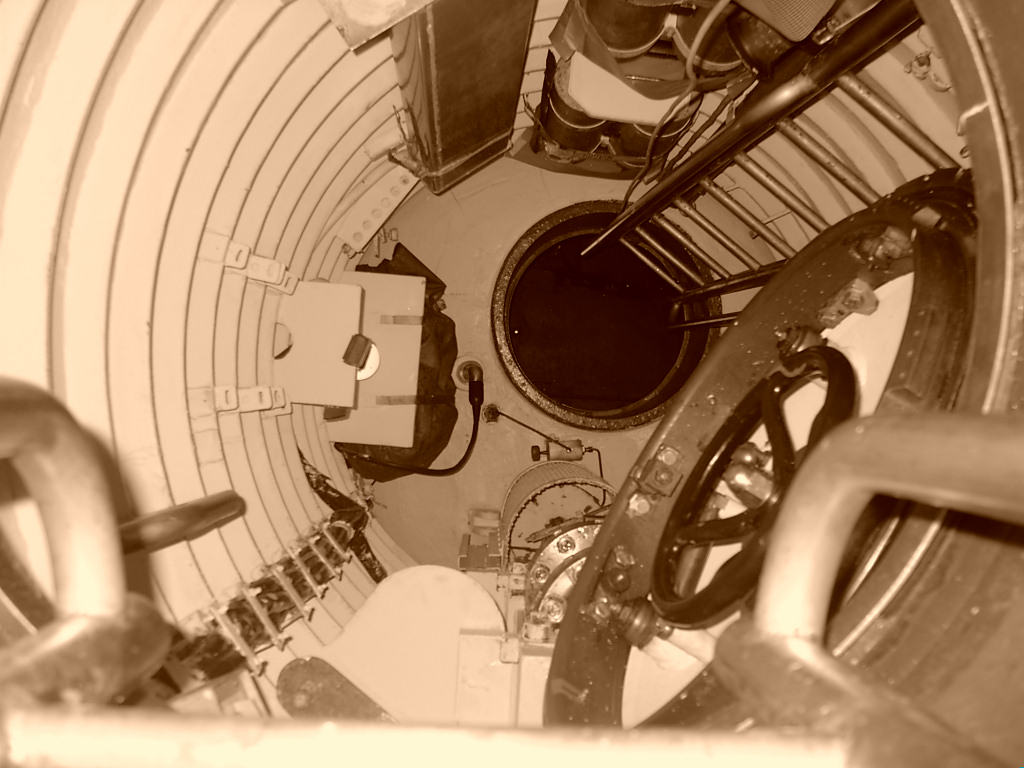
Прочная рубка (вид через нижний рубочный люк)

### Прочная рубка
Устанавливается на прочном корпусе сверху. Выполняется водонепроницаемой. Является шлюзом для доступа в ПЛ через главный люк, спасательной камерой, а часто и боевым постом. Имеет верхний и нижний рубочный люк. Через неё же обычно пропущены шахты перископов. Прочная рубка обеспечивает дополнительную непотопляемость в надводном положении — верхний рубочный люк высоко над ватерлинией, опасность заливания ПЛ волной меньше, повреждение прочной рубки не нарушает герметичности прочного корпуса. При действии под перископом рубка позволяет увеличить его вылет — высоту головки над корпусом, — и тем самым увеличить перископную глубину. Тактически это выгоднее — срочное погружение из-под перископа происходит быстрее.

### Ограждение рубки
Водопроницаемая башенная конструкция вокруг прочной рубки, служащая для улучшения обтекания её и выдвижных устройств, а также для их защиты в неиспользуемом положении. Оно же формирует ходовой мостик. Выполняется лёгким.

## Погружение и всплытие
По закону Архимеда, чтобы тело полностью погрузилось в воду, его вес должен равняться весу вытесненной им воды. Для погружения ПЛ принимает балласт — воду — в цистерны. Для всплытия балласт продувается: вода вытесняется из цистерн сжатым воздухом. Когда лодка полностью погружена, она меняет глубину с помощью рулей. Прием или откачка балласта после этого производится только для уравновешивания.

### Цистерны главного балласта (ЦГБ)
Заполнением ЦГБ погашается основной запас плавучести ПЛ, и обеспечивается нормальное погружение. Чтобы лучше контролировать погружение, ЦГБ разбиты на группы: носовую, кормовую и среднюю, которые можно заполнять или продувать независимо или одновременно.
Как правило, балласт ПЛ рассчитывается так, чтобы с заполненными концевыми группами лодка плавала «под рубку» — в позиционном положении. При нормальном (не срочном) погружении сначала заполняются концевые группы, проверяется герметичность корпуса и посадка, затем заполняется средняя группа. При нормальном всплытии средняя группа продувается первой.
В надводном положении лодка плавает с открытыми кингстонами и аварийными захлопками. Клапаны вентиляции закрыты. Лодку удерживает на поверхности подушка воздуха в ЦГБ. Достаточно открыть клапаны вентиляции, и подпирающая вода вытеснит воздух — лодка начнет погружаться.
По окончании погружения клапаны вентиляции закрываются. В нормальном режиме под водой лодка плавает с открытыми кингстонами и аварийными захлопками. Перед всплытием аварийные захлопки закрываются, в цистерны подается воздух. При нормальном всплытии после подачи заданного количества воздуха кингстоны также закрываются, чтобы избежать перерасхода воздуха.

## Дифферентовка

### Цистерны вспомогательного балласта
На практике лодка имеет остаточную плавучесть, то есть существует разница между объёмом ЦГБ и объёмом воды, которую нужно принять для полного погружения. Эта разница компенсируется с помощью цистерн вспомогательного балласта. Прием или откачка воды в уравнительную цистерну погашает остаточную плавучесть.
Для компенсации продольных смещений грузов — а смещения есть всегда — имеются дифферентные цистерны — носовая и кормовая. Прием / откачка вспомогательного балласта и его перекачка между дифферентными цистернами с целью добиться равновесия погруженной ПЛ на ровном киле называется дифферентовкой.
Практически, невозможно принять в уравнительную цистерну ровно столько, чтобы лодка без хода «зависла» на постоянной глубине. Постоянно требуется то принимать, то откачивать балласт. На современных ПЛ для этой цели имеется автомат — стабилизатор глубины. Однако надёжность его невысока, и диапазон работы ограничен. Поэтому постановка на стабилизатор глубины и снятие с него — это целый комплекс действий, с соблюдением особого режима эксплуатации лодки.
Когда требуется срочное погружение, используют цистерну быстрого погружения (ЦБП, иногда называется цистерной срочного погружения). Её объём не входит в расчётный запас плавучести, то есть приняв в неё балласт, лодка становится тяжелее окружающей воды, что помогает «провалиться» на глубину. После этого, разумеется, цистерна быстрого погружения немедленно продувается. Она находится в прочном корпусе и выполняется прочной.
В боевой обстановке (в том числе на боевой службе и в походе) немедленно после всплытия лодка принимает воду в ЦБП, и компенсирует её вес, поддувая главный балласт — сохраняя некоторое избыточное давление в ЦГБ. Таким образом, лодка находится в немедленной готовности к срочному погружению.
Среди важнейших специальных цистерн — следующие.

### Торпедо- и ракетозаместительные цистерны
Чтобы сохранить общую нагрузку после выхода торпед или ракет из ТА / шахт, и предотвратить самопроизвольное всплытие, поступившую в них воду (около тонны на каждую торпеду, десятки тонн на ракету) не откачивают за борт, а сливают в специально предназначенные цистерны. Это позволяет не нарушать работы с ЦГБ и ограничить объём уравнительной цистерны.
Если попытаться компенсировать вес торпед и ракет за счёт главного балласта, тот должен быть переменным, то есть в ЦГБ должен оставаться пузырь воздуха, а он «гуляет» (подвижен) — наихудшая для дифферентовки ситуация. Погруженная ПЛ при этом практически теряет управляемость, по выражению одного автора, «ведет себя как взбесившаяся лошадь». В меньшей степени это справедливо и для уравнительной цистерны. Но главное, если ею компенсировать большие грузы, придется увеличить её объём, а значит, количество сжатого воздуха, необходимого для продувания. А запас сжатого воздуха на лодке — самое ценное, его всегда мало и он трудно восполним.

### Цистерны кольцевого зазора
Между торпедой (ракетой) и стенкой торпедного аппарата (шахты) всегда имеется зазор, особенно в головной и хвостовой частях. Перед выстрелом наружную крышку торпедного аппарата (шахты) нужно открыть. Сделать это можно, только сравняв давление за бортом и внутри, то есть заполнив ТА (шахту) водой, сообщающейся с забортной. Но если впустить воду непосредственно из-за борта, дифферентовка будет сбита — прямо перед выстрелом.
Чтобы этого избежать, воду, необходимую для заполнения зазора, хранят в специальных цистернах кольцевого зазора (ЦКЗ). Они находятся вблизи ТА или шахт, и заполняются из уравнительной цистерны. После этого для выравнивания давления достаточно перепустить воду из ЦКЗ в ТА и открыть забортный клапан.

## Энергетика и живучесть
Заполнение и продувка цистерн, выстрел торпед или ракет, движение и вентиляция требуют затрат энергии.
Соответственно, без энергии лодка не может не только двигаться, но сколько-нибудь долго сохранять способность «плавать и стрелять». То есть, энергетика и живучесть — две стороны одного процесса.
Если с движением можно подобрать традиционные для корабля решения — использовать энергию сжигаемого топлива (если для этого достаточно кислорода), или энергию расщепления атома, то для действий, свойственных только подводной лодке, нужны другие источники энергии. Даже ядерный реактор, дающий практически неограниченный её источник, имеет недостаток — он вырабатывает её только в определённом темпе, и очень неохотно меняет темп. Попытаться получить с него больше мощности значит рисковать, что реакция выйдет из-под контроля — этакий ядерный мини-взрыв.
Значит, нужен какой-то способ запасать энергию, и быстро высвобождать по мере надобности. И сжатый воздух с зарождения подводного плавания остаётся самым лучшим способом. Единственный серьёзный недостаток его в ограниченности запасов. Баллоны для хранения воздуха имеют немалый вес, и тем больше, чем больше давление в них. Это и ставит предел запасам.

### Воздушная система
Сжатый воздух является вторым по значению источником энергии на лодке и, во вторую очередь, даёт запас кислорода. С его помощью производится множество операций — от погружения и всплытия до удаления из лодки отходов.
Например, бороться с аварийным затоплением отсеков можно подачей в них сжатого воздуха. Торпеды и ракеты выстреливаются тоже воздухом — по сути, продуванием ТА или шахт.
Воздушная система подразделяется на систему воздуха высокого давления (ВВД) давлением 200—400 кг/см2 (в зависимости от типа ПЛ), воздуха среднего давления (ВСД) давлением 6-30 кг/см2 и воздуха низкого давления (ВНД).
Система ВВД является среди них главной. Хранить сжатый воздух выгоднее под высоким давлением — занимает меньше места и аккумулирует больше энергии. Поэтому его хранят в баллонах ВВД, а в другие подсистемы отпускают через редукторы давления.
Пополнение запасов ВВД — долгая и энергоёмкая операция. И конечно, она требует доступа к атмосферному воздуху. Учитывая, что современные лодки большую часть времени проводят под водой, и на перископной глубине стараются тоже не задерживаться, возможностей для пополнения не так много. Сжатый воздух приходится буквально рационировать, и обычно следит за этим лично старший механик (командир БЧ-5). Избытки углекислого газа, выделяемого при дыхании, удаляются из воздуха в установках химической регенерации воздуха (скрубберах), включенных в систему вентиляции и рециркуляции воздуха.
На атомных подводных лодках используются установки автономной генерации кислорода для дыхания, с помощью электролиза забортной морской воды. Эта система позволяет атомным подводным лодкам длительное время (неделями) не всплывать на поверхность для пополнения запаса воздуха.
На некоторых современных неатомных подводных лодках Швеции и Японии применяется воздухонезависимый двигатель Стирлинга, работающий на жидком кислороде, который в дальнейшем используется для дыхания. Подводные лодки, оснащенные данной системой, могут до 20 дней непрерывно находиться под водой.

### Движение
Движение, или ход ПЛ — главный потребитель энергии. В зависимости от того, как обеспечивается надводный и подводный ход, все ПЛ можно разделить на два больших типа: с раздельным или с единым двигателем.
Раздельным называется двигатель, который используется только для надводного или только для подводного хода. Единым, соответственно, называется двигатель, который годится для обоих режимов.
Исторически первым двигателем ПЛ был человек. Своей мускульной силой он приводил лодку в движение как на поверхности, так и под водой, то есть был единым двигателем.
Поиск более мощных и дальноходных двигателей был прямо связан с развитием техники вообще. Он прошёл через паровую машину и различные типы двигателей внутреннего сгорания к дизелю. Но все они имеют общий недостаток — зависимость от атмосферного воздуха. Неизбежно возникает раздельность, то есть нужда во втором двигателе, для подводного хода. Дополнительное требование к двигателям подводных лодок — низкий уровень производимого шума. Бесшумность подлодки в режиме подкрадывания необходима для сохранения её незаметности от противника при выполнении боевых задач в непосредственной близости от него.
Традиционно двигателем подводного хода был и остаётся электромотор, питающийся от аккумуляторной батареи. Он воздухонезависим, достаточно безопасен и приемлем по весу и габаритам. Однако и тут есть серьёзный недостаток — малая ёмкость батареи. Поэтому запас непрерывного подводного хода ограничен. Мало того, он зависит от режима использования. Типичной дизель-электрической ПЛ требуется подзаряжать батарею каждые 300—350 миль экономического хода или каждые 20—30 миль полного хода. Иными словами, лодка может пройти без подзарядки 3 и более суток со скоростью в 2—4 узла либо час-полтора со скоростью более 20 узлов. Поскольку вес и объём дизельной ПЛ ограничены, дизель и электромотор выступают в нескольких ролях. Дизель может быть двигателем или поршневым компрессором, если его вращает электромотор. Тот, в свою очередь, может быть электрическим генератором, когда его вращает дизель, или двигателем, когда работает на винт.
Были попытки создать единый парогазовый двигатель. Немецкие ПЛ Вальтера использовали в качестве топлива концентрированную перекись водорода. Она оказалась слишком взрывоопасной, дорогой и нестабильной для широкого применения.
Только с созданием пригодного для ПЛ ядерного реактора появился поистине единый двигатель, дающий ход в любом положении неограниченно долго. Поэтому возникло деление подводных лодок на атомные и неатомные.
Существуют ПЛ с неатомным единым двигателем. Например, шведские лодки типа «Наккен» с двигателем Стирлинга. Они во много раз увеличили время подводного хода, но не избавили лодку от необходимости всплывать для пополнения запасов кислорода. Широкого применения этот двигатель пока не нашёл.

### Электроэнергетическая система (ЭЭС)
Основными элементами системы являются генераторы, преобразователи, хранилища, проводники и потребители энергии.
Поскольку большинство ПЛ в мире — дизель-электрические, они имеют характерные особенности в схеме и составе ЭЭС. В классической системе дизель-электрической ПЛ электромотор используется как обратимая машина, то есть может потреблять ток для движения, или вырабатывать его для зарядки. В такой системе имеются:
- Главный дизель. Является двигателем надводного хода и приводом генератора. Также играет второстепенную роль как поршневой компрессор.
- Главный распределительный щит (ГРЩ). Преобразует ток генератора в постоянный ток зарядки АБ или наоборот, и раздаёт энергию потребителям.
- Гребной электродвигатель (ГЭД). Основным его назначением является работа на винт. Может также играть роль генератора.
- Аккумуляторная батарея (АБ). Запасает и хранит электроэнергию от генератора, выдаёт её для расходования когда генератор не работает — прежде всего под водой.
- Электроарматура. Кабеля, прерыватели, изоляторы. Их назначение — связь остальных элементов системы, передача энергии потребителям и предотвращение её утечек.

Для такой ПЛ характерными режимами являются:
- Винт-зарядка. Дизель одного борта вращает гребной винт, дизель другого работает на генератор, заряжая АБ.
- Винт-расход. Дизель одного борта вращает гребной винт, дизель другого работает на генератор, который снабжает потребителей.
- Частичное электродвижение. Дизеля работают на генератор, часть энергии которого потребляется электродвигателем, другая часть идёт на зарядку АБ.
- Полное электродвижение. Дизеля работают на генератор, вся энергия которого потребляется электродвигателем.

В некоторых случаях в системе имеются ещё отдельные дизель-генераторы (ДГ) и электродвигатель экономического хода (ЭДЭХ). Последний используется для малошумного экономичного режима «подкрадывания» к цели.
Со второй половины XX века возникла тенденция строить дизель-электрические лодки с полным электродвижением. В этом случае дизель не работает на винт, а только на генератор. Преимуществами такой схемы являются постоянный режим работы дизеля и возможность разделить ГЭД и генератор, и использовать каждый в своём режиме, что повышает КПД обоих, а значит и запас подводного хода. Кроме того, это позволяет делать линию валопровода короче и проще, что означает повышение надёжности. Недостатком является двойное преобразование энергии (механической в электрическую, затем наоборот) и связанные с этим потери. Но с этим мирятся, считая основным режим зарядки, а не расхода на ГЭД.
На атомных ПЛ, где теоретически нет необходимости в электричестве для движения, всё же часто предусмотрен гребной электродвигатель малого хода, и практически всегда — аварийный дизель-генератор.
Основной проблемой хранения и передачи электроэнергии является сопротивление элементов ЭЭС. В отличие от наземных агрегатов, сопротивление в условиях высокой влажности и насыщенности оборудованием ПЛ — величина сильно переменная. Одной из постоянных задач команды электриков является контроль изоляции и восстановление её сопротивления до штатного.
Второй серьёзной проблемой является состояние аккумуляторных батарей. В результате химической реакции в них генерируется тепло и выделяется водород. Если свободный водород накопится в определённой концентрации (около 4 %), он образует с кислородом воздуха гремучую смесь, способную взрываться не хуже глубинной бомбы. Перегретая же батарея в тесном трюме служит причиной весьма характерного для лодок ЧП — пожара в аккумуляторной яме.
При попадании в батарею морской воды выделяется хлор, образующий крайне ядовитые и взрывоопасные соединения. Смесь водорода с хлором взрывается даже от света. Учитывая, что вероятность попадания забортной воды в помещения лодки всегда высока, требуется постоянный контроль за содержанием хлора и вентилирование аккумуляторных ям.
В подводном положении для связывания водорода используются приборы беспламенного (каталитического) дожигания водорода — КПЧ, устанавливаемые в отсеках подводной лодки и печи дожига водорода, встроенные в систему вентиляции аккумуляторной батареи. Полное удаление водорода возможно только вентилированием АБ. Поэтому на ходовой лодке даже в базе несётся вахта в центральном посту и в посту энергетики и живучести (ПЭЖ). Одна из её задач — контроль содержания водорода и вентилирование аккумуляторной батареи.

### Топливная система
На дизель-электрических, и в меньшей степени, на атомных ПЛ используется дизельное топливо — соляр. Объём хранимого топлива может составлять до 30 % водоизмещения. Причём это переменный запас, а значит он представляет серьёзную задачу при расчёте дифферентовки.
Соляр достаточно легко отделяется от морской воды отстаиванием, при этом практически не смешивается, поэтому применяют такую схему. Топливные цистерны располагаются в нижней части лёгкого корпуса. По мере расходования топлива оно замещается забортной водой. Поскольку разница плотностей соляра и воды примерно 0,8 к 1,0, соблюдается порядок расходования, например: носовая цистерна левого борта, затем кормовая правого, затем носовая цистерна правого, и так далее, чтобы изменения в дифферентовке были минимальны.
На некоторых неатомных подводных лодках 5-го поколения в качестве привода установлен воздухонезависимый двигатель Стирлинга, работающий на жидком кислороде, который в дальнейшем используется для дыхания. Система позволяет достичь высокой скрытности, лодка до 20 суток может не подниматься на поверхность.

### Водоотливная система
Как следует из названия, предназначена для удаления воды из ПЛ. Состоит из насосов (помп), трубопроводов и арматуры. Имеет водоотливные помпы для быстрой откачки больших количеств воды, и осушительные для полного её удаления.
Основу её составляют центробежные помпы, с большой производительностью. Поскольку их подача зависит от противодавления, и значит, падает с глубиной, то имеются и помпы, подача которых от противодавления не зависит — поршневые. Например, на ПЛ проекта 633 производительность водоотливных средств на поверхности составляет 250 м³/ч, на рабочей глубине 60 м³/ч.

### Противопожарная система
Противопожарная система ПЛ состоит из подсистем четырёх видов. По сути лодка имеет четыре независимых системы тушения:
1. Система объёмного химического пожаротушения (СХП);
2. Система воздушно-пенного пожаротушения (ВПЛ);
3. Система водяного пожаротушения;
4. Огнетушители и противопожарное имущество (асбестовое полотно, брезент и т. п).

При этом, в отличие от стационарных, наземных систем, водяное тушение не является основным. Наоборот, руководство по борьбе за живучесть (РБЖ ПЛ), нацеливает на использование в первую очередь объёмной и воздушно-пенной систем. Причина этому — большая насыщенность ПЛ оборудованием, а значит, высокая вероятность повреждений от воды, коротких замыканий, выделения вредных газов.
Кроме того, имеются системы предотвращения пожаров:
- система орошения шахт (контейнеров) ракетного оружия — на ракетных ПЛ;
- система орошения боеприпаса, хранящегося на стеллажах в отсеках ПЛ;
- система орошения межотсечных переборок;

#### Система объёмного химического пожаротушения (ЛОХ)
Лодочная объёмная химическая (ЛОХ) система предназначена для тушения пожаров в отсеках ПЛ (кроме пожаров порохов, взрывчатых веществ и двухкомпонентного ракетного топлива). Основана на прерывании цепной реакции горения при участии кислорода воздуха гасящим агентом на основе фреона. Основное её достоинство — универсальность. Однако запас фреона ограничен, и потому использование ЛОХ рекомендуется только в определённых случаях.

#### Система воздушно-пенного пожаротушения (ВПЛ)
Воздушно-пенная лодочная (ВПЛ) система предназначена для тушения небольших местных возгораний в отсеках:
- электрооборудования, находящегося под напряжением;
- скопившегося в трюме топлива, масла или других легковоспламеняющихся жидкостей;
- материалов в аккумуляторной яме;
- ветоши, деревянной обшивки, теплоизоляционных материалов.

Рекомендуется при отсутствии объёмного пожара. Цель — сэкономить запас ЛОХ. Может иметь ответвления, предназначенные специально для тушения пожаров в контейнерах (шахтах) ракет.

#### Система водяного пожаротушения
Система предназначена для тушения пожара в надстройке ПЛ и ограждении рубки, а также пожаров топлива, пролитого на воде вблизи ПЛ. Иными словами, не предназначена для тушения внутри прочного корпуса ПЛ.

#### Огнетушители и пожарное имущество
Предназначены для тушения возгораний ветоши, деревянной обшивки, электроизоляционных и теплоизоляционных материалов и обеспечения действий личного состава при тушении пожара. Иначе говоря, играют вспомогательную роль в случаях, когда использование централизованных систем пожаротушения затруднено или невозможно.

## Интересные факты
- Все системы и устройства подводной лодки настолько тесно связаны с живучестью и зависят друг от друга, что всякий, кто допускается на борт хотя бы временно, должен сдать зачёт по устройству и правилам безопасности на ПЛ, включая особенности конкретного корабля, на который получает доступ.
- Переход из отсека в отсек, особенно в подводном положении, возможен только с разрешения вахтенного офицера или вахтенного механика.[14]
- Бывший командир БЧ-5 дизельной ПЛ так описывает необычный случай из практики:[6]

У меня на «Малютке» служил старшина торпедистов, весом более 120 кг. Однажды, когда воды в дифферентных цистернах не хватило, я производил дифферентовку, командуя: «Товарищ мичман, пройдите, пожалуйста, в первый отсек и сидите там».